# Bolívar (Bolivien)
Bolívar ist eine Ortschaft im Departamento Cochabamba im südamerikanischen Andenstaat Bolivien.

## Lage im Nahraum
Bolívar ist zentraler Ort und Sitz der Verwaltung der Provinz Bolívar und liegt auf einer Höhe von 3735 m in der Cordillera Azanaques, einem Höhenzug im nördlichen Teil der bolivianischen Cordillera Central. Bolívar liegt am linken Ufer des Río Carpani, der sechs Kilometer weiter flussabwärts bei Yarvicoya in den Río Huaraya mündet.

## Geographie
Bolívar liegt zwischen dem bolivianischen Altiplano im Westen und der Cordillera Oriental im Osten an den nördlichen Ausläufern der Cordillera Central.
Das Klima der Region ist semiarid und ein typisches Tageszeitenklima, bei dem die mittleren täglichen Temperaturschwankungen deutlicher ausgeprägt sind als die mittleren Temperaturunterschiede im Jahresverlauf.
Der Jahresniederschlag beträgt etwa 550 mm (siehe Klimadiagramm Sacaca), bei einer deutlichen Trockenzeit von April bis Oktober mit weniger als 20 mm Monatsniederschlag, und einer kurzen Feuchtezeit im Januar und Februar mit Niederschlägen deutlich über 100 mm. Die mittlere Durchschnittstemperatur der Region liegt bei gut 9 °C und schwankt nur unwesentlich zwischen 5 °C im Juni/Juli und 12 °C im November/Dezember.

## Verkehrsnetz
Bolívar liegt in südwestlicher Richtung 156 Straßenkilometer entfernt von Cochabamba, der Hauptstadt des Departamentos.
Von Cochabamba aus führt in westlicher Richtung die asphaltierte Nationalstraße Ruta 4 über die Stadt Quillacollo nach Pongo und weiter nach Caracollo, wo sie auf die Ruta 1 stößt, die den Altiplano von Norden nach Süden durchquert und Verbindung nach La Paz, Oruro und Potosí herstellt. 8 Kilometer hinter Pongo zweigt eine Landstraße nach Süden ab, die nach 27 Kilometern die Ortschaft Tacopaya und weiteren 29 Kilometern Bolívar erreicht. Sie führt weiter nach Sacaca im Departamento Potosí.

## Bevölkerung
Die Einwohnerzahl der Ortschaft ist in den vergangenen beiden Jahrzehnten nur geringfügig angestiegen:
| Jahr | Einwohner | Quelle       |
| ---- | --------- | ------------ |
| 1992 | 420       | Volkszählung |
| 2001 | 467       | Volkszählung |
| 2012 | 484       | Volkszählung |
| 2024 |           | Volkszählung |